# Nicotiana sect. Suaveolentes
Nicotiana sect. Suaveolentes ist eine Sektion der Gattung Tabak (Nicotiana). Zu ihr werden 26 Arten gezählt.

## Beschreibung
Die Arten der Sektion Suaveolentes sind krautige Pflanzen, die meist eine Rosette bilden, gelegentlich ist diese jedoch nicht deutlich ausgeprägt. Die Laubblätter sind aufsitzend oder geflügelt-gestielt und klebrig behaart.
Die Blüten öffnen sich entweder in der Nacht oder sind kleistogam und öffnen sich überhaupt nicht. Die Krone ist leicht zygomorph oder radiärsymmetrisch, stieltellerförmig und weiß gefärbt. Die Kronröhre ist gerade oder zur Spitze zu erweitert. Die Kronlappen sind gerundet.
Die Chromosomenzahl beträgt n=16, n=18, n=19, n=20, n=21 oder n=22.

## Verbreitung
Die Arten sind in Australien und Neukaledonien verbreitet, aber auch in Namibia zu finden.

## Systematik
Zur Sektion Suaveolentes werden folgende Arten gezählt: 
- Nicotiana africana Merxm.
- Nicotiana amplexicaulis N.T.Burb.
- Nicotiana benthamiana Domin
- Nicotiana burbidgeae Symon
- Nicotiana cavicola N.T.Burb.
- Nicotiana debneyi Domin
- Nicotiana excelsior (J.M.Black) J.M.Black
- Nicotiana exigua H.-M.Wheeler
- Nicotiana fragrans Hooker
- Nicotiana goodspeedii H.-M.Wheeler
- Nicotiana gossei Domin
- Nicotiana hesperis N.T.Burb.
- Nicotiana heterantha Kenneally & Symon
- Nicotiana ingulba J.M.Black
- Nicotiana maritima H.-M.Wheeler
- Nicotiana megalosiphon Van Huerck & Müll.Arg.
- Nicotiana occidentalis H.-M.Wheeler
- Nicotiana rosulata (S. Moore) Domin
- Nicotiana rotundifolia Lindl.
- Nicotiana simulans N.T.Burb.
- Nicotiana stenocarpa H.-M.Wheeler
- Nicotiana suaveolens Lehm
- Nicotiana truncata D.E. Symon
- Nicotiana umbratica N.T.Burb.
- Nicotiana velutina H.-M.Wheeler
- Nicotiana wuttkei Clarkson & Symon

## Nachweise
- Sandra Knapp, Mark W. Chase und James J. Clarkson: Nomenclatural changes and a new sectional classification in Nicotiana (Solanaceae). In: Taxon, Band 53, Nummer 1, Februar 2004. S. 73–82.